# Władysław Rossa
Władysław Rossa (ur. 1888 w Strzegocicach, zm. 27 maja 1968 w Sanoku) – żołnierz Legionów Polskich i Wojska Polskiego.

## Życiorys
Urodził się 3 lub 13 marca lub 27 czerwca 1888 w Strzegocicach lub w Pilznie. Według różnych źródeł był synem Michała i Antoniny lub Marii. Pracował jako elektromonter.
Po wybuchu I wojny światowej wstąpił do Legionów Polskich. Odbywał służbę liniową w 7 kompanii II batalionu oraz w Oddziale Sztabowym 3 pułku piechoty w składzie II Brygady. Służąc w szeregach 1 kompanii I batalionu 3 pułku piechoty w 1915 został ranny.
Po odzyskaniu przez Polskę niepodległości został przyjęty do Wojska Polskiego. Jako sierżant rusznikarz służący w Departamencie Artylerii rozkazem z 14 stycznia 1919 został zatwierdzony na majstra wojskowego I stopnia. Po 1918 w stopniu plutonowego skierowany na 3 Kurs Wyszkolenia. W 1921 pozostawał w stopniu plutonowego.
W 1931 był chorążym Wojska Polskiego. Był żonaty z Józefą (zmarła przed 1968). Do końca życia zamieszkiwał w Sanoku.

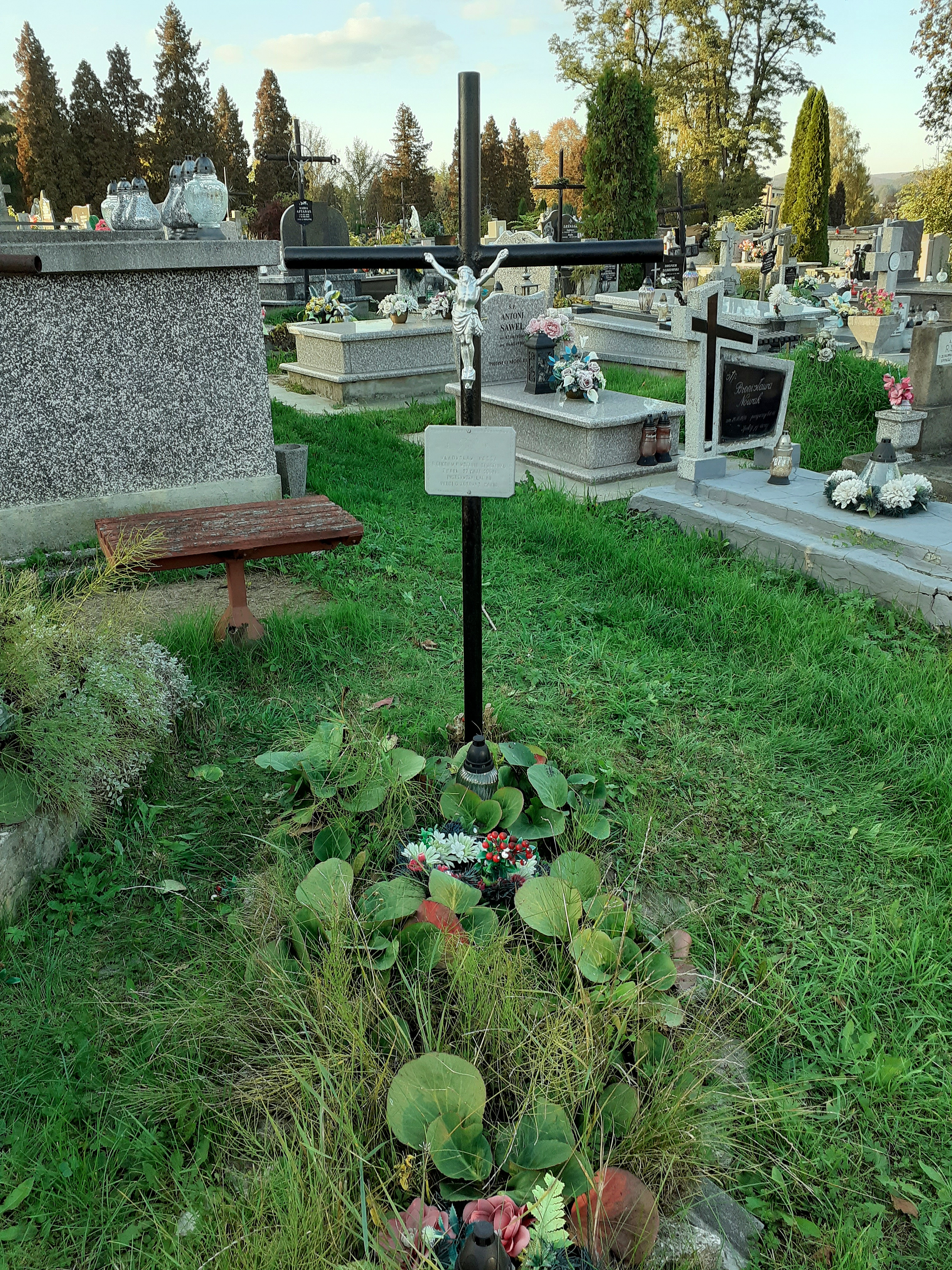
Grób Władysława Rossy

Zamieszkiwał w Sanoku przy ulicy Cichej 4. Zmarł 27 maja 1968 w szpitalu w Sanoku. Został pochowany na cmentarzu przy ul. Jana Matejki w Sanoku 29 maja 1968.

## Odznaczenia
- Krzyż Niepodległości (6 czerwca 1931, za pracę w dziele odzyskania niepodległości)[7].
- Krzyż Walecznych – dwukrotnie (1923, za czyny orężne w bojach b. 3 p. p. b. Leg. Pol.)[4]

Był wymieniony we wniosku o odznaczenie austro-węgierskim Krzyżem Wojskowym Karola z 28 marca 1917.